# La Melgosa (Biosca)
La Melgosa és una masia del municipi de Biosca (Solsonès) que forma part de l'Inventari del Patrimoni Arquitectònic de Catalunya. S'hi arriba per la carretera que porta a Lloberola, a un 1,5 km s'agafa un trencall a l'esquerra, on es veu un gran dipòsit d'aigua. Se segueix aquell camí i en 3 km s'hi arriba. En un portal de la casa apareix la data 1718.

## Descripció
És un edifici de tres principals d'habitatge, i d'altres amb funció ramadera. L'entrada principal, es troba al cos que s'orienta més a la dreta. És una gran entrada amb arc adovellat de mig punt, a la dovella central, hi ha la data de 1787.

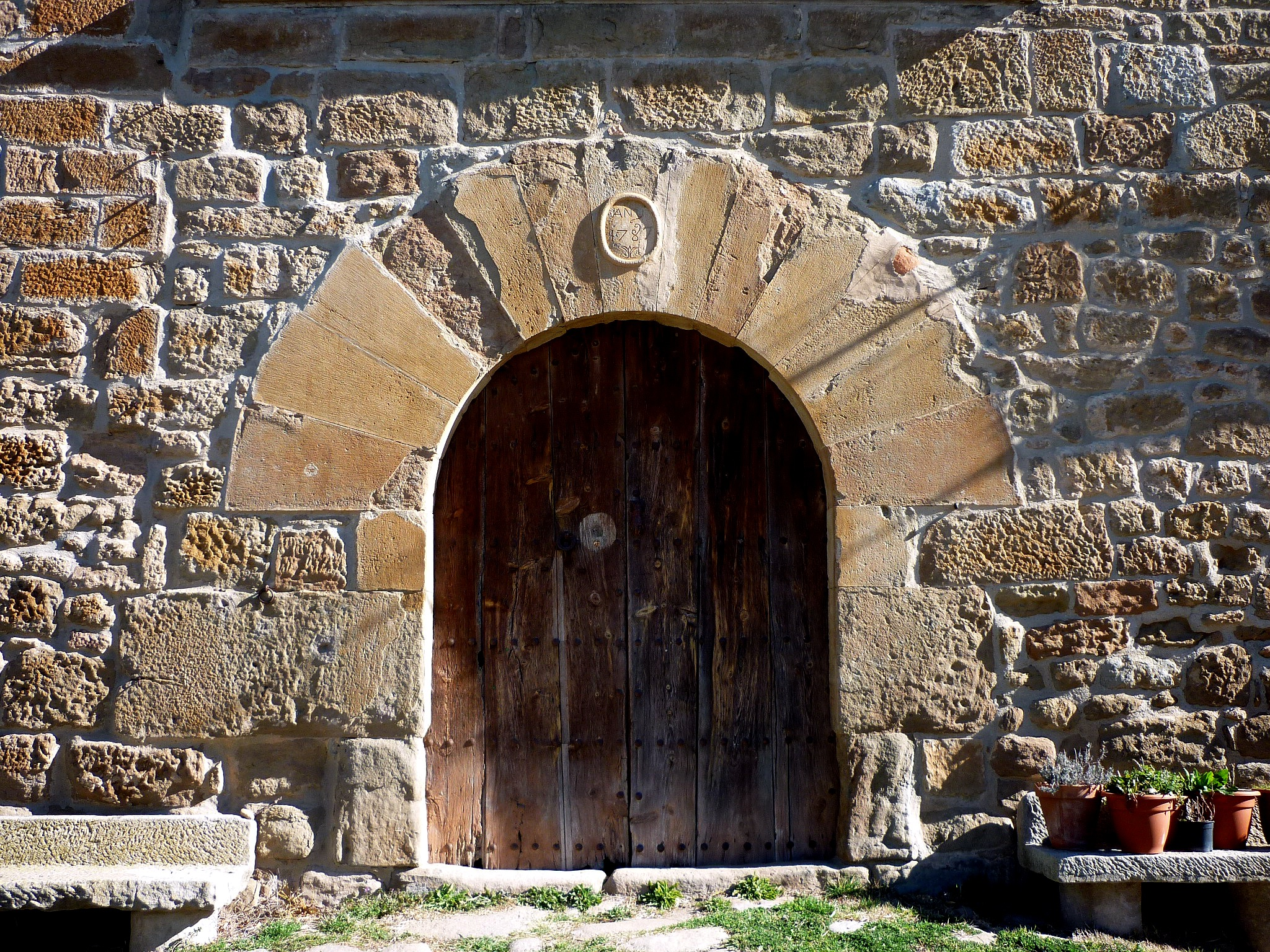
Portal adovellat

Té porta de fusta. A la seva dreta, hi ha una finestra. Al pis següent, a la part esquerra, hi ha una finestra dins d'una obertura amb arc carpanell, amb petites pilastres a les parts inferiors. A la seva dreta, hi ha una petita finestra, i un balcó amb barana de ferro. Al darrer pis a la part esquerra, hi ha el mateix arc carpanell, però sense finestra. A la seva dreta, hi ha una petita finestra. A la façana est d'aquest cos, hi ha dues finestres, al primer i segon pis. La façana nord, en gran part està coberta per un altre edifici amb funcions ramaderes. I la façana oest, està ocupada per l'altre cos destinat a l'habitatge.
Aquest altre cos, a la façana principal, té una finestra amb ampit a la primera planta, i dues finestres amb ampit a la segona. La façana est, gran part ocupada pel primer cos destinat a l'habitatge. Hi ha unes quantes obertures repartides per les diferents plantes. La façana nord, està quasi coberta pel darrer cos destinat a l'habitatge. No hi ha obertures. La façana est, a la part de baix, està ocupada per una petita ermita. A les plantes superiors, hi ha unes quantes finestres amb ampit.
El darrer cos destinat a l'habitatge, és el més petit dels tres.
Totes les cobertes són de dos vessants.
Els altres edificis tenen funcions ramaderes.